# La Force (Dordogne)
La Force település Franciaországban, Dordogne megyében. Lakosainak száma 2687 fő (2022. január 1.). La Force Saint-Georges-Blancaneix, Lamonzie-Saint-Martin, Prigonrieux és Saint-Pierre-d’Eyraud községekkel határos.

## Népesség
A település népességének változása:
| Lakosok száma | 1803 | 2101 | 2261 | 2465 | 2568 | 2603 | 2674 | 2653 | 2641 | 2687 |
|               | 1968 | 1982 | 1990 | 2006 | 2013 | 2015 | 2017 | 2019 | 2020 | 2022 |